# エージェント・フレスコ
エージェント・フレスコ（Agent Fresco）は、アイスランドのバンド。
毎年行われているバンド・バトル・コンペティションMúsíktilraunirで優勝を果たすわずか数週間前の 2008 年に結成された。彼らの最初のリリースは、 Kraumur Awardsで受賞した EP Lightbulb Universe。 

2010年、Agent Fresco は初のフルアルバムA Long Time Listeningをリリースした。 
2015年には、2 枚目のフルアルバムであるDestrierがリリースされた。

## 賞歴
Agent Fresco はデビュー EPの Lightbulb UniverseでKraumur Awardを受賞した。
2009 年アイスランド音楽賞で最優秀新人アーティストに選ばれる。 
2016 年に『Destrier』でロック アルバム オブ ザ イヤーを受賞、アーノール ダンも男性シンガー オブ ザ イヤーを受賞した。 

## バンドメンバー
- アルノル・ダン・アーナーソン – ボーカル、キーボード
- ソラリン・グズナソン – ギター、ピアノ、プログラミング
- ヴィグニール・ラフン・ヒルマーソン – ベース、アップライトベース
- フラフネル・エルン・グジョンソン – ドラム、パーカッション

## ディスコグラフィー

### アルバム
- A Long Time Listening (2010)
- Destrier (2015)

### EP
- Lightbulb Universe (2008)

### シングル
- ''Eyes of a Cloud Catcher''  (2008)
- "Translations" (2010)
- "A Long Time Listening" (2011)
- "Dark Water" (2014)
- "See Hell" (2015)
- "Wait For Me" (2015)
- "Howls" (2015)

## その他
アルノルは、2014 年の TV アニメ残響のテロルのサウンドトラックの三曲に参加した。 
2013年には オーラヴル・アルナルズのアルバム『For Now I Am Winter』の 4 曲を、2015年にはアルナルズが作曲したブロードチャーチのサウンドトラックで2 曲 (「So Close」、「So Far」) にボーカルとして参加した。 
2018年、アルノルは「Stone by Stone」というタイトルのデビュー・ソロ・シングルをリリースした。 